# Egloshayle
Egloshayle (Eglosheyl in lingua cornica) è un villaggio e parrocchia civile dell'Inghilterra, appartenente alla contea della Cornovaglia.

## Monumenti e luoghi d'interesse

### Architetture civili
- Pencarrow House, residenza della seconda metà del XVIII secolo, appartenuta alla famiglia Molesworth[1][2][3]